# Демографія
Демографія (дав.-гр. δήμος — народ та лат. graphe — письмо, описання) — наука, що вивчає склад і рух людності (населення) та закономірності його розвитку.

## Зміст, цілі та завдання демографії
Демографія вивчає такі емпіричні дані про населення, як: кількість, статево-вікова структура, приріст (скорочення) населення та фізичне переміщення населення (міграція). До задач демографії належать: аналіз статистичних даних про рівні народжуваності і смертності, шлюбів і розлучень, тривалості життя; короткочасні та довгострокові прогнози стану та динаміки руху населення. Сім'я та шлюб — як соціальні інститути, соціалізація конкретно-історичних видів як масовий процес — також належать до комплексу об'єктів демографії. Основною ціллю демографії можна вважати виведення закономірностей та законів розвитку людності.
Геодемографія — дисципліна, що вивчає взаємозв'язки між місцезнаходженням і демографічними характеристиками населення.

## Людність як об'єкт демографії
Демографія вивчає не просто людність або населення як таке (людність є об'єктом багатьох інших наук — від статистики до соціології), а саме процес відтворення, репродукції людності.
Процеси народження, старіння, смертності, зміни генерацій (поколінь) — у демографії звуться природним рухом людності (населення). На відміну від нього — міграція являє собою механічний рух людності (населення).
Демографія вивчає не тільки кількість, як це вважалося раніше, але і якість людності (населення).
До якості людності в першу чергу належить потенція до самовідтворення — «демографічний потенціал».
Економічна демографія розглядає також «трудовий потенціал» населення.
Медична демографія вивчає здоров'я населення як чинник його відтворення.

## Теоретико-методологічна ієрархія
Демографія як комплекс наук про людність (населення) вміщує в себе групи наукових дисциплін різних за рівнем теоретичної абстракції:
- Емпірична демографія (Демо-статистика або статистика населення)
- Дескриптивна (описова) демографія, аналітична демографія чи демографічний аналіз (у вузькому розумінні)
- Теоретична демографія (див. також: Демологія) тощо.

Демографічний аналіз в широкому розумінні — як конкретно-дисциплінарна так і загально-наукова методологія, охоплює різні рівні наукової теоретичної думки: від розгляду статистично-аналітичних показників — «Нетто- та Брутто-коефіцієнтів» народжуваності (відтворення населення), «очікуваної середньої тривалості життя», далі через такі теоретичні побудови як — Теорія «Нульового-росту» і врешті-решт — до виведення фундаментальних Законів існування та розвитку суспільства-людності (об'єкт Демології).
Існують також різноманітні «предметно-споріднені» та «галузеві» демографічні дисципліни:
- Соціальна демографія
- Економічна демографія
- Історична демографія
- Медична демографія
- Етнодемографія
- Прикладна демографія
- Демографія міського та сільського населення;

та ін.

### Періодичні демографічні видання
- Демографічні зошити (рос. Демографические тетради) (щорічник). Київ: «Наук. Думка».
- Демографічні дослідження (щорічник) Київ: «Наук. Думка».
- Демографія та соціальна економіка [Архівовано 12 серпня 2020 у Wayback Machine.]. ISSN 2309-2351 (Online), ISSN 2072-9480 (Print). Journal DOI https://doi.org/10.15407/dse